# Arremon
Arremon – rodzaj ptaków z rodziny pasówek (Passerellidae).

## Rozmieszczenie geograficzne
Rodzaj obejmuje gatunki występujące w Meksyku, Ameryce Centralnej i Południowej.

## Morfologia
Długość ciała 14,5–20 cm; masa ciała 20–49,5 g.

## Systematyka

### Etymologia
Arremon: gr. αρρημων arrhēmōn, αρρημονος arrhēmonos ‘cichy, bez mowy’, od negatywnego przedrostka α- a-; ῥημων rhēmōn, ῥημονος rhēmonos ‘mówca’, od ερω erō ‘będę mówić’, od λεγω legō ‘mówić’.

### Podział systematyczny
Do rodzaju należą następujące gatunki:

- Arremon brunneinucha (Lafresnaye, 1839) – strojnogłowik białogardły
- Arremon virenticeps (Bonaparte, 1855) – strojnogłowik prążkowany
- Arremon costaricensis (Bangs, 1907) – strojnogłowik szaropręgi
- Arremon atricapillus (Lawrence, 1874) – strojnogłowik wyżynny
- Arremon assimilis (Boissonneau, 1840) – strojnogłowik szarobrewy
- Arremon phygas (von Berlepsch, 1912) – strojnogłowik nadbrzeżny
- Arremon basilicus (Bangs, 1898) – strojnogłowik kolumbijski
- Arremon perijanus (W.H. Phelps Sr. & Gilliard, 1940) – strojnogłowik górski
- Arremon torquatus (d’Orbigny, 1837) – strojnogłowik obrożny
- Arremon phaeopleurus (P.L. Sclater, 1856) – strojnogłowik płowy
- Arremon crassirostris (Cassin, 1865) – strojnogłowik wielkodzioby
- Arremon castaneiceps (P.L. Sclater, 1860) – strojnogłowik oliwkowy
- Arremon aurantiirostris Lafresnaye, 1847 – strojnogłowik złotodzioby
- Arremon abeillei Lesson, 1844 – strojnogłowik czarnołbisty
- Arremon schlegeli Bonaparte, 1850 – strojnogłowik złotoskrzydły
- Arremon axillaris P.L. Sclater, 1855 – strojnogłowik żółtoskrzydły
- Arremon taciturnus (Hermann, 1783) – strojnogłowik amazoński
- Arremon flavirostris Swainson, 1838 – strojnogłowik szarogrzbiety
- Arremon dorbignii P.L. Sclater, 1856 – strojnogłowik oliwkowogrzbiety
- Arremon franciscanus M.A. Raposo, 1997 – strojnogłowik białopierśny
- Arremon semitorquatus Swainson, 1838 – strojnogłowik półobrożny